# Групова збагачувальна фабрика «Сердитянська»
Групова збагачувальна фабрика «Сердитянська» — стала до ладу 1966 року з виробничою потужністю 825 тис. тонн на рік по переробці антрациту, що доставляється канатною дорогою. Проєкт виконано інститутом «Дніпродіпрошахт». Технологія переробки полягає у збагачення антрациту класу 13—250 мм у важкосередовищному сепараторі з магнетитовою суспензією. Відсів 0—13 мм розділяється без збагачення на сорти 0—6 та 6—13 мм, концентрат сепаратора відвантажується без сортування. Шлам обробляється за типовою схемою з згущенням у відстійниках та сезонним відвантаженням окремого енергетичного продукту. У 80-ту р.р. виробнича потужність фабрики була підвищена до 1100 тис. тонн на рік, з урахування надходження привізного вугілля. Але останнім часом фактичне завантаження фабрики значно знизилося.
Місцезнаходження: селище Сердите, Донецька обл., залізнична станція Сердита.